# Ext4
第四代擴充套件檔案系統（英語：Fourth extended filesystem，縮寫為ext4）是Linux系統下的日誌檔案系統，是ext3檔案系統的后继版本。

## 歷史
ext4原始的開發目標是一系列的向下兼容ext3、移除其64位元限制與提升其效能的延伸套件。然而，某些Linux開發者因穩定性原因而拒絕將這些延伸套件應用在ext3上，並要求其作為ext3的分支，改名為ext4並另行開發，以免影響到目前的ext3使用者。該要求被接受以後，ext3維護者曹子德（Theodore Ts'o）在2006年6月28日公開了ext4的開發計畫。
在Linux核心2.6.19版中，首次導入ext4的一個先期開發版本。在2008年10月11日，ext4被當成穩定版本，加入Linux 2.6.29版的原始碼中，ext4的開發階段進入尾聲。2008年12月25日，Linux 2.6.29版公開釋出之後，ext4成為Linux官方的建議預設檔案系統。
2010年1月15日，Google宣布將他們公司使用的檔案系統，由ext2，升級為ext4。在同年12月14日，Google也宣布他們將在Android 2.3版中，使用ext4來取代之前的YAFFS。

## 特色
大型檔案系統
ext4檔案系統可支援最高1 EB大小的分割區與最大16 TB大小的檔案。
Extents
ext4引進了Extent檔案儲存方式，以取代ext2/3使用的block mapping方式。Extent指的是一連串的連續實體block，這種方式可以增加大型檔案的效率並減少分裂檔案。ext4支援的單一Extent，在單一block為4KB的系統中最高可達128MB。單一inode中可儲存4筆Extent；超過四筆的Extent會以Htree方式被索引。
向下相容
ext4向下相容於ext3與ext2，因此可以將ext3和ext2的檔案系統掛載為ext4分割區。由於某些ext4的新功能可以直接運用在ext3和ext2上，直接掛載即可提升少許效能。
ext3檔案系統可以部分向上兼容於ext4（也就是說ext4檔案系統可以被掛載為ext3分割區）。然而若是使用到Extent技術的ext4將無法被掛載為ext3。
預留空間
ext4允許對一檔案預先保留磁碟空間。目前大多數檔案系統做到這點的方式是直接產生一個填滿0的檔案；ext4和XFS可以使用Linux核心中的一個新的「fallocate()」取得足夠的預留空間。
延遲取得空間
ext4使用一種稱為allocate-on-flush的方式，可以在資料將被寫入磁碟（sync）前才開始取得空間；大多數檔案系統會在之前便取得需要的空間。這種方式可以增加效能並減少檔案分散程度。
突破32000子目錄限制
ext3的一個目錄下最多只能有32000個子目錄。ext4的子目錄最高可達64000，且使用「dir_nlink」功能後可以達到更高（雖然父目錄的link count會停止增加）。為了避免效能受到大量目錄的影響，ext4預設開啟Htree（一種特殊的B树）索引功能。該功能已經實作於Linux核心2.6.23版。
日志校验和
Ext4使用校验和特性来提高文件系统可靠性，因为日志是磁盘上被读取最频繁的部分之一。这个特性还有一个好处就是可以安全地避免日志处理时磁盘I/O的等待，而稍微提高一些性能。日志校验和的技术源于威斯康辛大学的一篇名为IRON File Systems的研究论文（见第六节transaction checksums校验和处理）
在线磁盘整理
对于在线磁盘整理工具有许多草案，但是这些草案都没有被包含在主流的内核当中。即使Ext4包含有许多避免磁盘碎片的技术，但是磁盘碎片还是难免会在一个长时间使用过的文件系统中存在。Ext4将会有一个具有磁盘整理功能的工具。
快速文件系统检查
Ext4将未使用的区块标记在inode当中，这样可以使诸如e2fsck之类的工具在磁盘检查时将这些区块完全跳过，而节约大量的文件系统检查的时间。这个特性已经在2.6.24版本的Linux内核中实现。